# Made of Bricks
Made of Bricks is het eerste album van de Britse singer/songwriter Kate Nash.

## Tracklist
1. "Play" – 1:11
2. "Foundations" – 4:05
3. "Mouthwash" – 5:01
4. "Dickhead" – 3:42
5. "Birds" – 4:25
6. "We Get On" – 4:34
7. "Mariella" – 4:15
8. "Shit Song" – 3:05
9. "Pumpkin Soup" – 2:59
10. "Skeleton Song" – 5:07
11. "Nicest Thing" – 4:05
12. "Merry Happy/Little Red" – 13:10 (bonustrack)

### Bonus tracks
- "A Is for Asthma" – 2:37 (Download bonustrack)